# Alain Badiou
Alain Badiou (tiếng Pháp: [alɛ̃ badju]; sinh ngày 17 tháng 1 năm 1937) là một nhà triết học Pháp, từng giữ ghế chủ tịch của khoa triết học thuộc École normale supérieure (ENS) và là người sáng lập khoa triết của Đại học Paris VIII cùng Gilles Deleuze, Michel Foucault và Jean-François Lyotard. Về lập trường chính trị, Badiou ủng hộ cho sự tái sinh chủ nghĩa cộng sản như là một thế lực chính trị thực thụ.